# 12426 Ракетбол
12426 Ракетбол (12426 Racquetball) — астероїд головного поясу, відкритий 14 листопада 1995 року.
Тіссеранів параметр щодо Юпітера — 3,544.